# Rowodadi (Grabag)
Rowodadi is een bestuurslaag in het regentschap Purworejo van de provincie Midden-Java, Indonesië. Rowodadi telt 652 inwoners (volkstelling 2010).